# Fritillaria mughlae
Fritillaria mughlae là một loài thực vật có hoa trong họ Liliaceae. Loài này được Teksen & Aytaç mô tả khoa học đầu tiên năm 2008.